# Wang Zhongshu
Dans ce nom chinois, le nom de famille précède le nom personnel.
Wang Zhongshu (chinois 王仲殊), né à Ningbo le 15 octobre 1925 et mort le 24 septembre 2015, est un archéologue chinois.

## Biographie
Il entreprend des études à la faculté d’histoire de l’Université de Pékin d'où il sort diplômé en 1950, puis entre à l’Institut d'archéologie de l’Académie chinoise des sciences.
Considéré comme un pionnier de l’archéologie en Chine, il a joué un rôle primordial dans la recherche et les fouilles de vestiges importants en Chine.
Il s’intéresse à la période des Royaumes combattants (Ve siècle av. J.-C.), à la Dynastie Tang (907) et est reconnu expert en archéologie des dynasties Han, Tang et en archéologie japonaise. Il réalise plusieurs études remarquables sur les châteaux, la tome et les miroirs en cuivre[Quoi ?].
En 1988, il est recruté en tant que membre correspondant du German Institute of Archeology. Il est également membre du Parti communiste chinois.

## Distinction
- Prix de la culture asiatique de Fukuoka (1996)[3]

## Publication
- (en) Zhongshu Wang (trad. Kwang-Chih Chang et al.), Han civilization, New Haven, Yale University Press, coll. « Early Chinese civilization series », 1982, 261 p. (ISBN 0-300-02723-0, OCLC 7574538)